# Éric Besson
Pour les articles homonymes, voir Besson.
Éric Besson, né le 2 avril 1958 à Marrakech (Maroc), est un homme d'affaires et homme politique français.
Maire de Donzère (Drôme) de 1995 à 2020, il est député de la deuxième circonscription de la Drôme de 1997 à 2007. Il démissionne de son mandat de secrétaire national à l'économie du PS, puis rejoint l'équipe de campagne du candidat UMP Nicolas Sarkozy au soir du premier tour de l'élection présidentielle de 2007.
Nommé secrétaire d'État chargé de la Prospective et de l'Évaluation des politiques publiques en 2007, il est élu secrétaire général adjoint de l'UMP en 2009. Ministre de l'Immigration, de l'Intégration, de l'Identité nationale et du Développement solidaire du gouvernement François Fillon II de janvier 2009 à novembre 2010, il est ministre chargé de l'Industrie, de l'Énergie et de l'Économie numérique du gouvernement Fillon III de novembre 2010 à mai 2012.
Il fonde en mai 2012 une société de conseil stratégique, Éric Besson Consulting, qu'il dirige.

## Jeunesse
Éric Besson naît à Marrakech, au Maroc, le 2 avril 1958. Sa mère est d'origine libanaise ; son père, Gérard Besson, est officier pilote dans l'armée française. Instructeur, ce dernier se tue en vol trois mois avant la naissance d'Éric. Après la mort de son père, sa mère se remarie avec un chirurgien-dentiste, d'origine libano-égyptienne, avec lequel elle a cinq autres enfants. Éric Besson est pensionnaire de la 6e à la 3e dans un établissement agricole jésuite, le CIDERA (centre d’instruction et d’éducation rural africain, à Temara) . Puis, il passe son baccalauréat au lycée Lyautey de Casablanca.
Éric Besson rejoint la France à l'âge de 17 ans et sa famille s'installe dans le sud de la France, à Montélimar. Sa grand-mère paternelle est l'écrivaine Ferny Besson amie de l'écrivain Alexandre Vialatte, dont elle fait connaître les chroniques. Alexandre Vialatte est d'ailleurs  le parrain d'Éric Besson.

## Vie privée
En 1983, il épouse Sylvie Brunel, géographe, écrivaine et ancienne présidente d'Action contre la faim, avec laquelle il a trois enfants, Alexandra, Guillaume et Marianne. Ils divorcent en juin 2009. Sylvie Brunel relate son mariage avec Éric Besson dans son livre Manuel de guérilla à l'usage des femmes qui paraît en novembre 2009. À la suite de son divorce, il décide d'attaquer tous les journaux publiant une photo de sa nouvelle compagne. L'hebdomadaire Voici est alors condamné à verser 8 000 euros à Éric Besson et 12 000 euros à sa compagne.

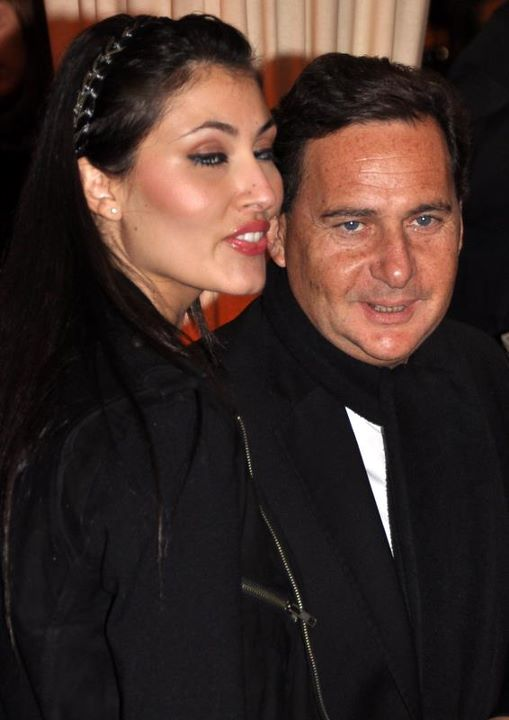
Éric Besson et son épouse, Yasmine Tordjman, en novembre 2011.

Éric Besson épouse le 12 septembre 2010 sa compagne, Yasmine Tordjman, étudiante tunisienne âgée de 24 ans, arrière-petite-fille de Wassila Bourguiba,. L'union du couple est célébrée dans l'hôtel de Rothelin-Charolais par Rachida Dati, alors maire du 7e arrondissement de Paris. En décembre 2012, ils indiquent se séparer à l'amiable,.
En 2013, quelques semaines après l'annonce de leur séparation, ils mettent fin à la procédure de divorce qu'ils avaient engagée et reprennent leur vie commune. Ils se séparent définitivement début 2015.
Il se marie à Las Vegas, aux États-Unis, en août 2015 avec Jamila Azeroual, une femme de 29 ans d'origine marocaine. De cette union naissent des jumeaux dizygotes, Héloïse et Hector, le 14 février 2019.

## Études et début de carrière professionnelle
Il fait ses études à l'école de commerce Montpellier Business School, puis à Paris où habitent ses grands-parents paternels.
Il intègre l'IEP Paris et en est diplômé au sein de la promotion 1981, section Service Public, mais échoue à l'entrée de l'ENA en 1982 et emprunte 16 000 francs à sa grand-mère pour acheter un tiers de page dans le journal Le Monde disant « J'ai échoué à l'ENA ». Il reçoit alors des propositions d'emploi et rejoint Renault véhicules industriels dans une équipe qui vend entre 1982 et 1983 des camions et des usines en Afrique et en Chine. De 1985 à 1986, il est nommé rédacteur en chef du magazine Challenges. Il est ensuite chargé de mission à l’Agence France Entrepreneur, en 1988. Puis il rejoint le conseil en ressources humaines, où il devient vice-président, de 1989 à 1994, de la société HRM, dont il est détaché en 1994 auprès de la Fondation Agir contre l'exclusion, créée par Martine Aubry en octobre 1993, peu avant l'arrivée de Jean Gandois à la présidence du Medef. Poursuivant dans la lutte contre l'exclusion, il est délégué général (1996-2001) de la Fondation de la Compagnie générale des eaux (CGE), transformée en Fondation Vivendi par Jean-Marie Messier.

## Carrière professionnelle
En mai 2012, Éric Besson crée une société de conseil stratégique (Eric Besson Consulting). Ses secteurs d’intervention seraient l'énergie, l'industrie et l'aéronautique.
Il est également membre du conseil de surveillance de l'entreprise de fintech PayTop, ainsi qu’actionnaire via son cabinet de conseil Eric Besson Consulting, aux côtés de la société de gestion Truffle Capital . PayTop est une plateforme Internet spécialisée dans le transfert d'argent vers l'international.
En 2016, il a été élu au conseil d'administration de Geocorail, une société d'ingénierie offshore. 
En septembre 2017, il devient président du club de football du Blanc-Mesnil, évoluant en National 3 (équivalent à la 5e division). Son objectif à moyen terme est de faire émerger un nouveau club professionnel en région parisienne, et d’ouvrir une académie sports-études, prévu pour septembre 2018. Il annonce toutefois sa démission de la présidence du BMSF un an après en avoir pris la direction à l'été 2018, à la suite de désaccords avec le maire LR Thierry Meignen.
Après avoir été le conseiller du président de SICPA à partir de 2015, il est nommé à la tête de l'entité marocaine en février 2019.

## Carrière politique

### Au Parti socialiste
Il rejoint le Parti socialiste en 1993, à 35 ans. Il est élu maire de Donzère dans la Drôme en 1995.
Il est élu député sous l'étiquette du PS dès 1997. Il fait partie de la commission de la Défense nationale et des Forces armées (1997 à 1998), de la commission des Finances, de l'Économie générale et du Plan (1998-2002), de la commission d'enquête sur l'activité et le fonctionnement des tribunaux de commerce (1998) et de la commission d'enquête sur Superphénix et la filière des réacteurs à neutrons rapides (1998). Réélu en 2002, il est membre titulaire du comité de surveillance de la caisse d'amortissement de la dette sociale, ainsi que du conseil de surveillance de l'Agence de l'innovation industrielle.
En 2003, il rejoint le bureau national du PS comme secrétaire national chargé de l'économie, de l'emploi et des entreprises. En 2005, il devient secrétaire national à l'économie chargé de l'économie et de la fiscalité au pôle activités du PS après le congrès du Mans.

### Élection présidentielle de 2007
En désaccord « de fond » avec Ségolène Royal, il démissionne le 14 février 2007 de son poste de secrétaire national et se met en retrait de la campagne présidentielle. Il décide de quitter le Parti socialiste le 21 février 2007, en pleine campagne présidentielle, après sa mise en cause sur le chiffrage du coût du pacte présidentiel de la candidate socialiste et des attaques personnelles de personnalités de premier plan du parti,.
Il annonce lors d'une conférence de presse qu'il ne sera pas candidat à sa propre succession aux élections législatives de juin 2007. Se disant « libéré », il donne au cours de cette conférence son opinion sur Ségolène Royal. Il quitte également le groupe socialiste à l'Assemblée nationale. Il dit alors qu'il ne votera pour elle que si elle était opposée à Jean-Marie Le Pen. Le dimanche 22 avril 2007, peu de temps après l'annonce des résultats du 1er tour de l'élection présidentielle, il va plus loin et annonce son ralliement à Nicolas Sarkozy : « Des deux candidats en lice, il me paraît le mieux préparé, le plus qualifié et le plus cohérent », déclare-t-il.
Alors qu'il semble quitter la vie politique pour revenir dans le privé, Éric Besson prend la parole lors du 1er meeting de second tour de Nicolas Sarkozy, à Dijon. Il affirme, devant 10 000 partisans de l'UMP, être « un homme de gauche qui va soutenir et voter pour un homme qui se réclame de droite […] c'est un républicain de droite qui porte le mieux les valeurs auxquelles je crois ».
Il confirme son retournement politique en faveur de Nicolas Sarkozy lors des meetings de Paris et de Montpellier, retournement qui sera analysé comme une trahison par François Hollande pendant la campagne précédant l'élection présidentielle de 2012. En fait, selon Le Figaro, il aurait commencé son rapprochement avec Nicolas Sarkozy dès 1995 après qu'il l'eut rencontré par l'entremise de Jean-Marie Messier. De plus, il ne partageait plus un certain nombre de points essentiels de la ligne politique du PS, comme les 35 heures.

### Les Progressistes

Logo.

En août 2007, Éric Besson lance après sa démission du Parti socialiste et son engagement dans l'équipe de campagne de Nicolas Sarkozy lors de l'élection présidentielle, le mouvement Les Progressistes. Celui-ci a été constitué en tant que parti politique associé à l'UMP puis aux Républicains.
De 2007 à 2012, Les Progressistes sont membres du Comité de liaison de la majorité présidentielle.
En 2009, le bureau du parti est composé de : Éric Besson, président ; Bruno Delmas, délégué général ; Jacques Soppelsa, vice-président et président du comité scientifique ; Sandrine Arfi, trésorière ; Roger Fajnzylberg (ex-PS) ; Véronique Bensaïd (ex-PS) ; Gilles Norroy (ex-PS, cofondateur d'Initiative européenne et sociale) ; Patricia Mamet ; Jean-Jacques Denis ; Serge Misraï (ex-Union des républicains radicaux) et Frédéric Tristram.
En 2012, après la défaite de Nicolas Sarkozy, Éric Besson en quitte la présidence. Bruno Delmas, ancien membre du PS et proche de Christian Bourquin, lui succède. 
En 2015, Bruno Delmas, toujours président des Progressistes, fonde dans les Pyrénées-Orientales un parti politique local, L'Olivier, qui présente plusieurs candidats aux élections départementales ce qui lui vaut d'être suspendu temporairement de l'UMP.
En 2017, Les Progressistes soutiennent François Fillon au premier tour de l'élection présidentielle puis Emmanuel Macron au second.

### Secrétaire d'État chargé de la Prospective (2007-2009)

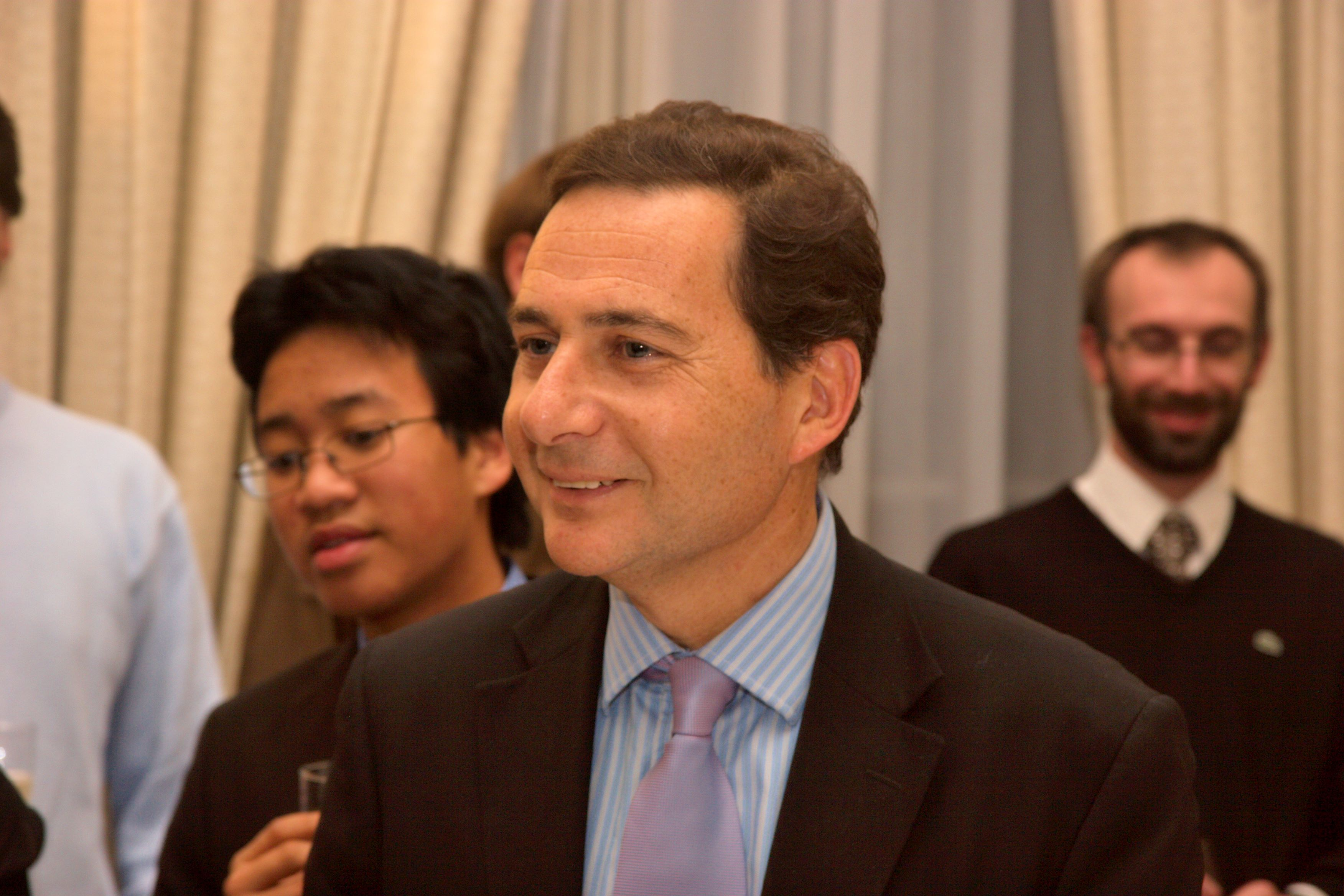
Éric Besson, le 17 décembre 2008.

Le 18 mai 2007, il est nommé secrétaire d'État chargé de la Prospective et de l'Évaluation des politiques publiques, auprès du Premier ministre, dans le gouvernement François Fillon I. Il annonce, en septembre 2007, la création d'un nouveau mouvement politique, baptisé « Les-Progressistes.fr ». Lors de l'une des premières grandes réunions de ce mouvement, le 31 janvier 2008, il accueille Tony Blair, ancien Premier ministre britannique, et François Fillon, Premier ministre français en exercice.
Éric Besson ne se présente pas aux élections législatives de 2007 et c'est un candidat UMP, le maire de Montélimar Franck Reynier, qui est élu à l'Assemblée nationale au siège qu'il occupait.
La liste qu'il conduit à Donzère l'emporte dès le premier tour des élections municipales de 2008 avec 69,92 % des suffrages, devançant largement la liste socialiste, ce qui lui permet d'être réélu maire. Le 18 mars 2008, lors du remaniement ministériel du gouvernement François Fillon II, il conserve son secrétariat d'État et obtient la charge du Développement de l'économie numérique à ses prérogatives.
Il conduit de nombreux rapports (révision générale des politiques publiques, droit au logement opposable, formation des prix alimentaires…) et lance un diagnostic de la France à l'horizon 2025. Il présente, en octobre 2008, le plan France numérique 2012 qui comporte quatre priorités : permettre à tous les Français d'accéder aux réseaux et aux services numériques, développer la production et l'offre de contenus numériques, diversifier les usages et les services numériques et rénover la gouvernance et l'écosystème de l'économie numérique. Selon les Echos, « régulièrement complimenté en public et en privé par le chef de l'État, Eric Besson devient l'un des hommes clefs de la galaxie Sarkozy ».

### Ministre de l'Immigration, de l'Intégration, de l'Identité nationale et du Développement solidaire (2009-2010)
Le 15 janvier 2009, Xavier Bertrand, ministre du Travail, des Relations sociales et de la Solidarité, démissionne du gouvernement pour pouvoir prendre le secrétariat général de l'UMP. Brice Hortefeux le remplace, et Éric Besson prend le poste de ce dernier comme ministre de l'Immigration, de l'Intégration, de l'Identité nationale et du Développement solidaire. Le 24 janvier 2009 il rejoint la direction de l'UMP en tant que secrétaire général adjoint, au titre de l'« ouverture ».
Il organise en 2009 et 2010 (et ce jusqu’en 2012) le colloque « Nouveau monde, nouveau capitalisme », qui réunit autour de tables rondes des politiques, des économistes, des syndicalistes et des chefs d’entreprises.

#### L'action du ministre vue par le Ministère
Son mandat de ministre est consacré à maintenir la tradition d’accueil de la France, tout en intensifiant, en parallèle, la lutte contre l’immigration illégale, reposant sur des filières orchestrant la traite des êtres humains. Le renforcement des politiques d’accueil et d’intégration des étrangers entrant et séjournant légalement sur le territoire français se traduit par une augmentation de 20 % du budget alloué à ce dispositif. Les formalités imposées aux étrangers sont simplifiées, via la création du visa de long séjour valant titre de séjour (VLSTS), tandis que l’organisation administrative locale est modernisée. Le ministre s’emploie également à honorer la tradition d’accueil des demandeurs d’asile, en renforçant la capacité d’accueil des Centres d’Accueil des Demandeurs d’Asile (CADA). L’ouverture de 1 000 places supplémentaires est ainsi décidée en 2010. À l’échelle européenne, Eric Besson s’engage pour la réinstallation, en France, de réfugiés concentrés dans certains pays très exposés, à l’instar de Malte. Il poursuit, dans le cadre d’un programme européen, l’opération d’accueil sur le territoire français de ressortissants irakiens, et se prononce en faveur de la création d’un régime d’asile commun, via la création d’un Bureau européen d’appui. Convaincu que la qualité d’accueil de l’immigration légale est indissociable d’une lutte renforcée contre l’immigration illégale, Eric Besson souhaite doubler le démantèlement, dès 2009, des filières à l’origine de ce trafic. Du 1er janvier au 31 juillet 2009, le nombre de filières démantelées progresse de 30 % par rapport à la même période de l’année 2008. Soucieux d’apporter une réponse globale au problème des filières de trafic d’êtres humains, Eric Besson revoit à la hausse les objectifs d’interpellation pour des faits d’aide illicite à l’entrée et au séjour d’immigrés en situation irrégulière. Il souhaite par ailleurs qu’augmentent les opérations conjointes menées contre le travail illégal des ressortissants étrangers, en particulier dans les secteurs du bâtiment et du gardiennage.

#### Délit d'aide aux étrangers en situation irrégulière
À la suite de la sortie du film Welcome et en réponse à des manifestations, Éric Besson s'exprime sur France Inter le 8 avril 2009 : « Le délit de solidarité n'existe pas, c'est un mythe. Donc celles et ceux qui manifestent pour cela doivent être rassurés, ils manifestent contre un mythe. ». Cette  affirmation est réfutée le 21 avril 2009 par le Gisti en publiant une liste non exhaustive de personnes condamnées ces vingt dernières années pour ce délit prévu par la loi.

#### Réforme de l'aide aux étrangers
Poursuivant une idée de son prédécesseur Brice Hortefeux, Éric Besson souhaite que l'État ouvre à d'autres organisations que la Cimade la mission d'information et d'aide juridictionnelle apportée aux étrangers en centre de rétention. La Cimade est alors l'unique association autorisée à pénétrer dans les centres de rétention. Pour ce faire et par le biais d'un appel d'offres, le ministère divise les centres de rétention en « lots » qu'il attribue en mars 2009 à différentes associations. La Cimade forme un pourvoi en référé devant le juge administratif, qui demande au ministre de ne pas signer l'appel d'offre le temps de statuer. Cependant, n'attendant pas la décision du juge, Éric Besson attribue l'appel d'offre aux associations déjà choisies le 17 mai privant juridiquement d'objet le recours en référé, ce que le secrétaire général de la Cimade, Laurent Giovannoni, dénonce en accusant le ministre d'employer « des méthodes de voyou ». La décision est néanmoins cassée après un deuxième recours en référé devant le tribunal administratif, rendu le 2 juin, à la suite d'une plainte du Gisti et d'associations d'avocats.

#### Débat sur l'identité nationale
Le président de la République, Nicolas Sarkozy, mandate Éric Besson concernant la promotion de l’identité nationale par lettre de mission du 31 mars 2009. Éric Besson ouvre donc un débat sur l'identité nationale le 2 novembre 2009. En janvier 2010, il participe à un débat contradictoire très médiatisé sur ce sujet avec Marine Le Pen sur France 2, où il s’oppose violemment à elle. Cette consultation citoyenne s’achève le 4 février 2010, et un séminaire gouvernemental est organisé le 8 février 2010 à l'hôtel Matignon, en conclusion des divers travaux produits par ce débat.

### Ministre chargé de l'Industrie, de l'Énergie et de l'Économie numérique (2010-2012)
Lors de la formation du gouvernement François Fillon III, le 14 novembre 2010, il est nommé ministre auprès de la ministre de l'Économie, des Finances et de l'Industrie, chargé de l'Industrie, de l'Énergie et de l'Économie numérique.
Il organise en mai 2011 le e-G8 (G8 des professionnels du numérique) et, en prolongement, un séminaire international sur le numérique en octobre 2011, le G20 des Jeunes Entrepreneurs

#### L'action du ministre vue par le Ministère
En novembre 2011, Eric Besson rend le rapport « France numérique 2012-2020 : bilan et perspectives ». Dans le prolongement du premier plan de 2008, dont ce rapport dresse un bilan positif, le gouvernement décide de définir de nouveaux objectifs pour 2020, afin de confirmer et de renforcer les usages du numérique et le développement de l'économie numérique.
En février 2012, il est le premier ministre étranger à se rendre sur le site de la centrale de Fukushima ravagée par le tsunami du 11 mars 2011.

### Après le gouvernement
Après la défaite de Nicolas Sarkozy à la présidentielle et la démission du gouvernement Fillon III, Éric Besson, en fait parti en vacances la veille, ne peut pas participer à la cérémonie de passation de pouvoir avec Arnaud Montebourg, son successeur au ministère de l’Industrie, le 17 mai 2012. Il annonce qu'il ne se présentera pas aux législatives mais reste maire de Donzère. Il déclare aussi vouloir retourner dans le secteur privé, réfléchissant à une activité « annexe » dans un club de football de Ligue 1. Il est alors pressenti pour prendre la direction du Football club de Nantes, détenu par la famille Dassault.
En septembre 2013, il annonce renoncer à briguer un quatrième mandat à la mairie de Donzère pour raison professionnelle, avant de revenir sur sa décision à la suite de la défection pour raison de santé du candidat qu'il soutenait, André Ferrandis. Éric Besson est alors réélu dès le premier tour avec plus de 61 % des voix. 
En octobre 2019, il annonce qu'il ne briguera pas de nouveau mandat local pour raison professionnelle.

## Détail des mandats et fonctions

### Mandats électifs

#### Conseiller municipal et maire
- 25 juin 1995 - 24 mai 2020 : maire de Donzère (Drôme) élu sous l'étiquette PS, réélu sous la même étiquette le 18 mars 2001 puis sans étiquette en mars 2008 (devient sans étiquette à partir du 21 février 2007). Il est réélu en tant que candidat divers droite en 2014.

#### Député
- 12 juin 1997 - 19 juin 2007 : député PS puis sans étiquette (à partir de février 2007) de la Deuxième circonscription de la Drôme

### Fonctions gouvernementales
- 18 mai 2007 - 18 mars 2008 : secrétaire d'État chargé de la Prospective et de l'Évaluation des politiques publiques, auprès du Premier ministre
- 18 mars 2008 - 15 janvier 2009 : secrétaire d'État chargé de la Prospective, de l'Évaluation des politiques publiques et du Développement de l'économie numérique, auprès du Premier ministre
- 15 janvier 2009 - 13 novembre 2010 : ministre de l'Immigration, de l'Intégration, de l'Identité nationale et du Développement solidaire
- 14 novembre 2010 - 10 mai 2012 : ministre auprès du ministre de l'Économie, des Finances et de l'Industrie, chargé de l'Industrie, de l'Énergie et de l'Économie numérique

### Fonctions politiques
- 1993 : adhésion au Parti socialiste
- 2003 : membre bureau national du PS, secrétaire national chargé de l'économie et de l'emploi et des entreprises
- 2005 : secrétaire national à l'économie chargé de l'économie et de la fiscalité au pôle activités du PS
- 21 février 2007 : démission du PS
- septembre 2007 : fondation du mouvement Les-Progressistes.fr
- 24 janvier 2009 : secrétaire général adjoint de l'Union pour un mouvement populaire

## Publications

### L’inquiétante «rupture tranquille» de Monsieur Sarkozy
Dans le premier ouvrage qu'il a coordonné pour le parti socialiste, L’inquiétante « rupture tranquille » de Monsieur Sarkozy, il demandait : « La France est-elle prête à voter en 2007 pour un néo-conservateur américain à passeport français ? ». Dans son livre Qui connaît Madame Royal ?, il a dit regretter cette phrase.
Dans ce livre, il condamne la politique d'immigration de Nicolas Sarkozy :

« En supprimant ou en restreignant fortement les principaux dispositifs de régularisation, Nicolas Sarkozy se prive des outils permettant une régularisation au fil de l’eau et évitant ainsi les régularisations de masse. En d’autres termes, Nicolas Sarkozy fabrique des sans-papiers, lui qui prétend lutter contre l'immigration clandestine ! »

« La loi du 26 novembre 2003 avait deux objectifs selon le ministre de l'Intérieur : « réformer la double peine » et « mettre un frein à la dérive des flux d'immigration créée par la loi Chevènement de 1998 » en dotant l’État de « véritables outils de lutte contre l’immigration clandestine ». (…) On peut aujourd'hui mesurer l’échec de chacune de ces deux ambitions. »

### Qui connaît Madame Royal?
Dans son livre Qui connaît Madame Royal ? paru aux éditions Grasset, entretien avec Claude Askolovitch, Éric Besson annonce qu'il ne votera pas pour la candidate du PS « ni au premier ni au second tour de l’élection, sauf si elle était opposée à Jean-Marie Le Pen. (…) Pourtant jusqu'à ma démission, j'ai été un artisan loyal de sa campagne, je me forçais à avancer en dépit de ce que je constatais, j'ai vu la brutalité, j'ai vu l'impréparation. La désinvolture. J'ai vu la démagogie ».
Il parle aussi des attaques personnelles de François Rebsamen qui, s'en prenant à sa famille, aurait précipité son départ du PS. Le titre de son livre est une allusion à une déclaration publique de Ségolène Royal lors d'une rencontre avec des employées d'une usine où elle a vilipendé son conseiller en interrogeant l'assistance d'un « qui connaît Monsieur Besson ? » après sa démission du PS[réf. nécessaire].

## Liste des publications

### Ouvrages
- Pour la nation[85], Grasset, 2010.
- La République numérique[86], Grasset, 2008.
- Qui connait Madame Royal ? Entretien avec Claude Askolovitch[87], Grasset & Fasquelle, 2007.

### Ouvrages collectifs
- Les inquiétantes ruptures de Monsieur Sarkozy[88], Parti Socialiste, 2007.
- Arnaud de Rosnay le magnifique, avec la collaboration de Marie-Christine Zanni, Glénat[89], 1987.

### Préfaces
- L'homme et le marché: créer et répartir autrement, Vincent Champain, Gilles Cazes, Xavier Greffe [et al.][90]; préface d’Éric Besson, Plon, 2006.

### Rapports
- Plan France numérique 2012-2020, Éd. Premier ministre, 2011[91].
- France 2025 - Diagnostic stratégique : dix défis pour la France - Janvier 2009, Éd. Premier ministre, 2009[56].
- Évaluation des grands projets publics : diagnostic et propositions, Éd. Premier ministre, 2008[92].
- Accroître la compétitivité des clubs de football professionnel français, Éd. Premier ministre, 2008[93].
- L'employabilité des jeunes issus de l'enseignement professionnel initial du second degré, Éd. Ministère de l'éducation nationale, 2008[94].
- Flexicurité en Europe - Éléments d'analyse, Éd. Premier ministre, 2008[95].
- Formation des prix alimentaires, Éd. Premier ministre, 2008[96].
- Droit au logement opposable : 7 pistes pour accroître l'offre de logements sociaux, Éd. Premier ministre, 2008[97].
- Valoriser l'acquis de l'expérience : une évaluation du dispositif de VAE, Éd. Premier ministre, 2008[98].
- Plan France numérique 2012, Éd. Premier ministre, 2008[99].
- Évaluation et proposition sur la mise en œuvre pratique de la journée de solidarité dans les entreprises et les administrations publiques, Éd. Premier ministre, 2007[100].
- TVA sociale, Éd. Premier ministre, 2007[101].
- Nouvelles régulations économiques, Assemblée nationale, 2000[102].
- Rapport d'information déposé par la Commission des finances, de l'économie générale et du plan sur un plan d'urgence d'aide à la création de très petites entreprises, Assemblée nationale, 1999[103].